# Tula de Allende
Tula de Allende è un comune del Messico, situato nello stato di Hidalgo.